# Pardosa jambaruensis
Pardosa jambaruensis es una especie de araña araneomorfa del género Pardosa, familia Lycosidae. Fue descrita científicamente por Tanaka en 1990.
Habita en China, Taiwán y Japón (Okinawa).